# Typ 74 (Panzerhaubitze)
Die Typ 74 (jap. 74式自走105mmりゅう弾砲, 74-shiki jisō 105 mm ryūdanhō, dt. „Typ-74-Selbstfahr-105mm-Artillerie“) ist eine Panzerhaubitze der japanischen Bodenselbstverteidigungsstreitkräfte.
Die Panzerhaubitze mit einer 105-mm-Kanone basiert im Wesentlichen auf dem Transportpanzer Mitsubishi Typ 73, der zeitgleich entwickelt wurde. Komatsu entwickelte das Chassis, während Japan Steel Works für Waffe und Turm zuständig war. Der erste Prototyp wurde 1969/70 fertiggestellt. Im Jahr 1974 erfolgte die Einführung in die Armee. Insgesamt wurden nur 20 Einheiten gebaut. Zur gleichen Zeit wurde der Typ 75 eingeführt, dessen Hauptwaffe ein 155-mm-Kaliber hatte.
Mittlerweile befindet sich der Typ 74 nicht mehr im Dienst und wurde gänzlich ausgemustert. Bis 2008 waren noch 17 Einheiten dieses Modells in Armeeverwendung. Die japanischen Bodenstreitkräfte fokussieren die Verwendung einer einzigen großkalibrigen, nämlich der modernen Typ-99-Panzerhaubitze.
Im Fahrzeug konnten nur 30 Geschosse mitgeführt werden. Zusätzlich umfasste die Ausstattung ein ABC-Schutzsystem. Eine Besonderheit stellt die Amphibientauglichkeit dar, die durch das Anbringen von Schwimmkörpern an der Außenseite erreicht wurde.

## Technische Daten der Waffe
- Richtbereich: unbekannt; 360°-Drehung des Turmes möglich
- etwa 1000 Schuss MG-Munition
- 30 Granaten
- Mündungsgeschwindigkeit: 645 m/s
- Reichweite: max. 14,5 km